# Filandón

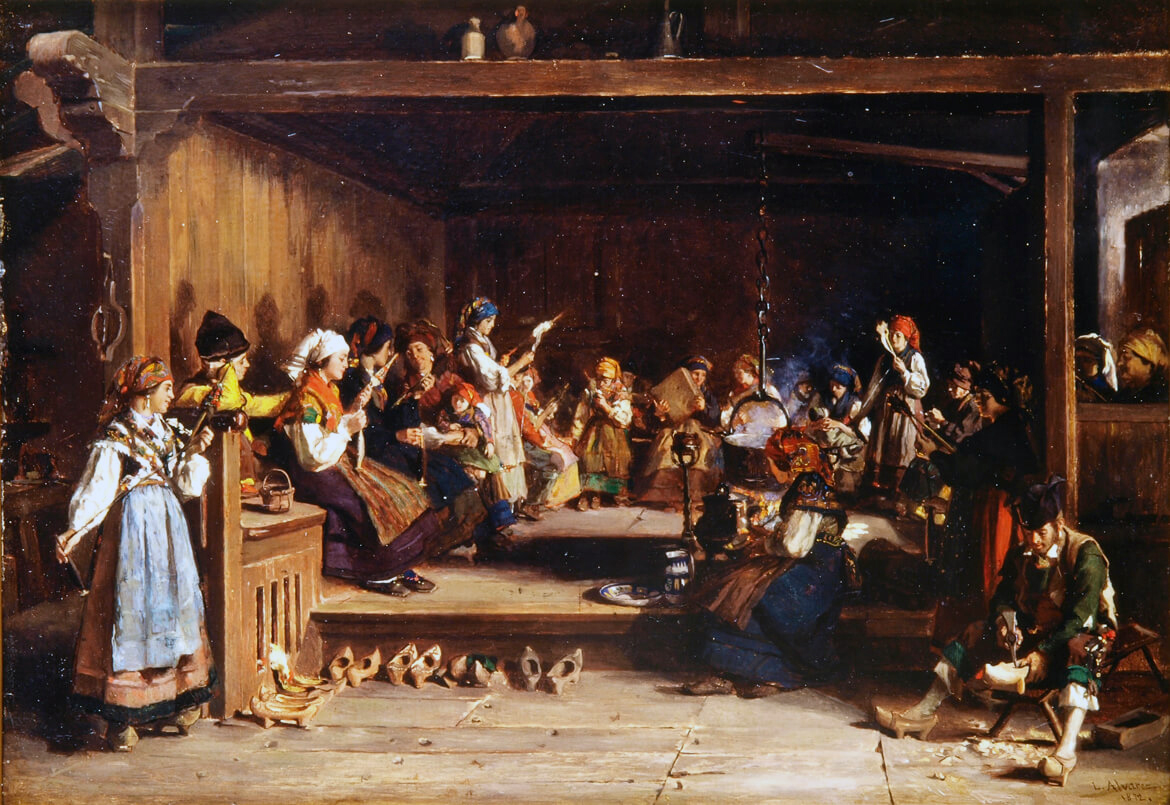
Filandón, cuadro de 1872 obra de Luis Álvarez Catalá.

El filandón (o fiandón, filorio, hilandorio, hilandera, serano) es una reunión que se realiza por las noches una vez terminada la cena, en la que se cuentan en voz alta cuentos al tiempo que se trabaja en alguna labor manual (generalmente textil). Tal reunión se solía hacer alrededor del hogar, con los participantes sentados en escaños o bancadas.
El filandón se sigue practicando en la provincia de León (en ciertas zonas de esta provincia al filandón también se le conoce como calecho o calechu), en Asturias, y en algunas zonas montañosas del extremo oriental de Galicia. En la zona dialectal de La Cabrera se le conoce como xolda. El 8 de junio de 2010, las Cortes de Castilla y León declararon al Filandón como Bien de Interés Cultural y pedían su inclusión dentro del Patrimonio Cultural Inmaterial de la Unesco.

## Recuperación moderna del filandón
Recientemente esta tradición se ha recuperado, principalmente en la provincia de León, gracias a escritores, narradores orales, cuentacuentos y músicos que han llevado a distintos escenarios y lo han enriquecido con nuevas historias y canciones.
En 1984 el director de cine José María Martín Sarmiento realiza la película El filandón en el que se relatan distintas historias: Luis Mateo Díez narra Los grajos del sochantre, Pedro Trapiello Láncara, Antonio Pereira Las peras de dios, José María Merino El desertor y Julio Llamazares Retrato de bañista. Estos escritores, junto a otros como Juan Pedro Aparicio, son los responsables de la popularidad literaria del filandón y de su renacimiento.